# Championnats d'Asie de BMX 2017
Navigation
Édition précédente Édition suivante
Les championnats d'Asie de BMX 2017 ont eu lieu le 28 mai 2017 à Suphanburi en Thaïlande.

## Podiums
| Épreuves            | Or              | Argent             | Bronze       |
| ------------------- | --------------- | ------------------ | ------------ |
| Épreuves masculines |                 |                    |              |
| Élites hommes       | Jukia Yoshimura | Tatsumi Matsushita | Kohei Yoshii |
| Juniors hommes      | Taichi Ikegami  | Komet Sukprasert   | Ryo Shimada  |
| Épreuves féminines  |                 |                    |              |
| Élites femmes       | Yan Lu          | Peng Na            | Yaru Zhang   |
| Juniors femmes      | Sae Hatakeyama  | Meng Yao Wang      | Wiji Lestari |